# 아기 돼지 삼형제

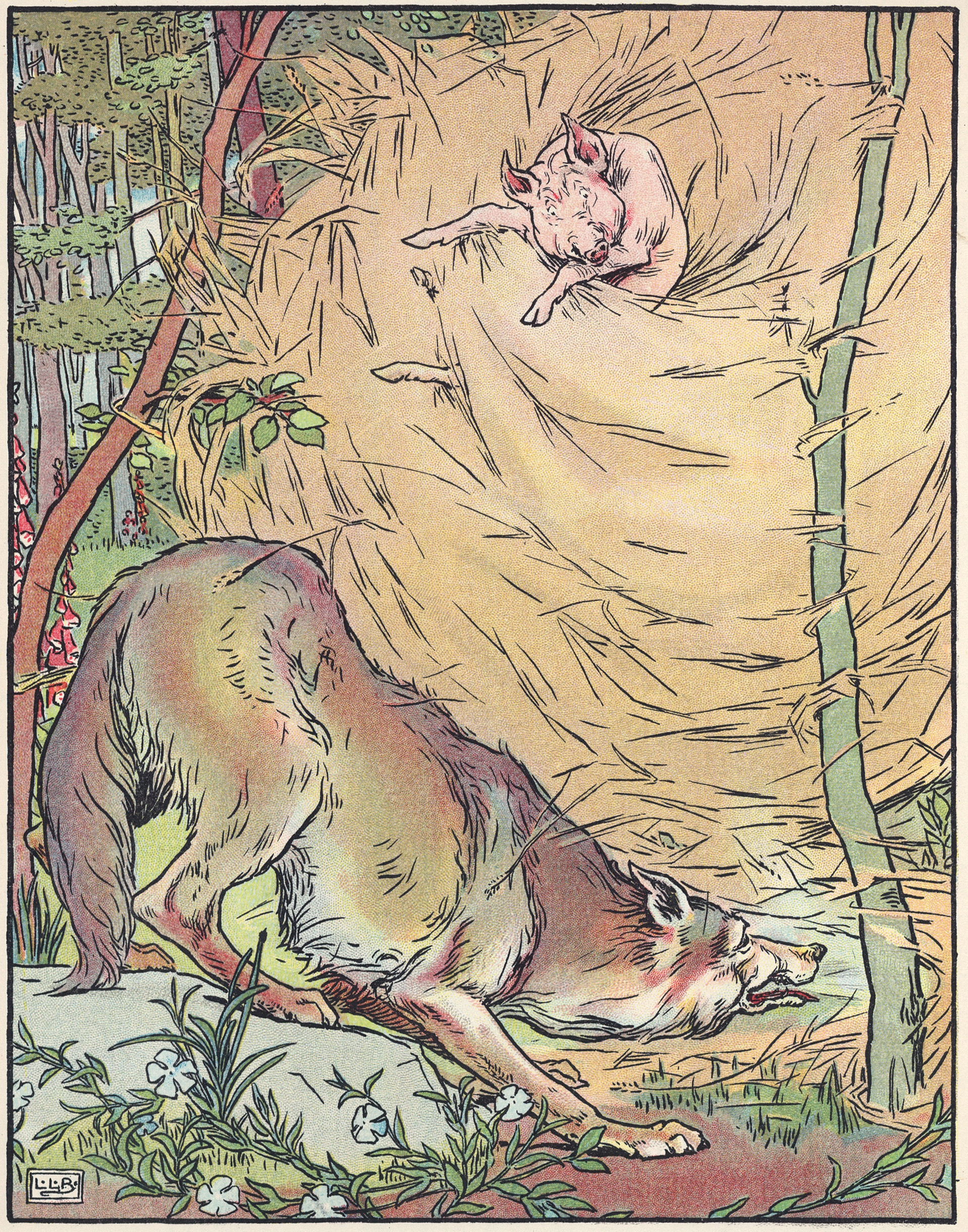
늑대는 1904년에 각색된 이야기에서 짚으로 만든 집을 날린다. 레너드 레슬리 브룩의 삽화.

아기 돼지 삼형제(The Three Little Pigs, 아기 돼지 三兄弟)는 말하는 동물들이 등장하는 동화이다. 저자는 조지프 제이콥스이다. 이 이야기의 출판은 18세기 후반으로 거슬러 올라가지만, 이야기 자체는 더 오래전부터 존재하고 있었다고 생각된다. 이 민간 전승으로 구전되어 온 이야기는 1933년에 월트 디즈니에 의해 애니메이션 영화 프로젝트 《실리 심포니스》의 1화 《Three Little Pigs》으로 유명해졌다.

## 줄거리
어느 날 아기 돼지 삼형제는 엄마로부터 독립하여 살게 된다. 세 마리의 아기 돼지들은 자신만의 집을 짓기로 약속한다. 첫째 돼지는 지푸라기로, 둘째 돼지는 나무로 허술하게 집을 지었지만, 셋째 돼지는 몇 시간에 걸친 끝에 벽돌로 튼튼하게 집을 짓게 된다.
어느 날, 그들을 잡아 먹으려고 하는 늑대가 나타나 허술하게 지어진 첫째 돼지의 집을 단숨에 무너뜨렸고, 한순간에 집을 잃은 첫째는 둘째의 나무집으로 황급히 도망쳤지만, 그 집마저 단숨에 붕괴되고 말았고, 결국 첫째와 둘째는 셋째의 집으로 도망쳤고, 늑대는 셋째의 집까지 찾아갔지만, 셋째 돼지의 집은 상당히 튼튼해서 무슨 수를 써도 무너지지 않았다. 어떤 방법으로도 집이 무너지지 않는다는 것을 깨달은 늑대는 이들을 밖으로 유인하려 했다. 늑대는 순무 밭, 사과나무, 시장으로 가서 이들을 유인하려 했으나 이들이 늑대와의 약속 시간보다 한 시간 일찍 나간 탓에 계획은 실패하고 말았다. 늑대는 최후의 수단으로 셋째 돼지의 집 굴뚝으로 들어가는 계획을 세웠지만, 이미 그것을 눈치챈 돼지 삼형제가 뜨거운 솥을 놓아 늑대는 죽게 된다.

## 같이 보기
- 늑대와 일곱 마리 아기 염소